# Francis Bay
Francis Bay, né le 27 décembre 1914 à Rijkevorsel, et mort le 24 avril 2005 à Bonheiden, est un chef d'orchestre et compositeur belge.

## Discographie (non exhaustive)
- 1957 : Meet Francis Bay (Philips P 10446)
- 1958 : Feest Met Francis - Bal met Bay (Philips PHM 200-011)
- 1958 : Francis Bay an his Radio Dance Orchester (CHAPPEL)
- 1962 : My Big Band's Showing (Philips PHS 600-040)
- ? : Fiesta (Philips P14001 R)
- ? : Francis Bay Orchestra plays a Salute to Duke Ellington (Sutton)
- 2011 : Paris auf dem Album Les jours heureux des années 50, Vol. 2 (Sinetone AMR)